# Пало (Естонія)
Пало (ест. Palo), також Паловееріге (ест. Paloveerige) — село в Естонії, входить до складу волості Меремяе, повіту Вирумаа.